# Kanton Lisieux
Kanton Lisieux (fr. Canton de Lisieux) je kanton v departementu Calvados v regionu Normandie ve Francii. Vznikl v roce 2015 a skládá se z 10 obcí.

## Obce kantonu
- Beuvillers
- Cordebugle
- Courtonne-la-Meurdrac
- Courtonne-les-Deux-Églises
- Glos
- L'Hôtellerie
- Lisieux
- Marolles
- Le Mesnil-Guillaume
- Saint-Martin-de-la-Lieue